# Internationale Simón Bolívar-prijs
De Internationale Simón Bolívar-prijs is een mensenrechtenprijs van de UNESCO sinds 1983.
De prijs is gedoteerd met 25.000 dollar (sinds 2003) en wordt gefinancierd door de regering van Venezuela.

## Achtergrond
De prijs heeft tot doel activiteiten van buitengewone verdienste te belonen die in de geest staan van Simón Bolívar. Bolívar was een verzetsstrijder die aan de wieg stond van de landen Panama, Colombia, Ecuador, Peru, Venezuela en Bolivia. Dat laatste land is naar hem genoemd.
De prijs is bestemd voor activiteiten die hebben bijgedragen aan de vrijheid, onafhankelijkheid en waardigheid van volkeren en die een nieuwe economische, sociale en culturele wereldorde versterken. Dergelijke activiteiten kunnen variëren van intellectuele of artistieke werkzaamheden, sociale prestaties en de mobilisatie van de publieke opinie.
Sinds 2004 is niet meer uitgereikt, waardoor de UNESCO in 2010 opriep de prijs te reactiveren. Echter zonder resultaat.

## Prijsdragers
| Jaar | prijsdrager               | land(en)                              |
| ---- | ------------------------- | ------------------------------------- |
| 1983 | Juan Carlos I             | Spanje                                |
| 1983 | Nelson Mandela            | Zuid-Afrika                           |
| 1985 | Contadora-groep           | Colombia, Mexico, Panama en Venezuela |
| 1988 | Vicaría de la Solidaridad | Chili                                 |
| 1990 | Václav Havel              | Tsjechië                              |
| 1992 | Aung San Suu Kyi          | Myanmar                               |
| 1992 | Julius Nyerere            | Tanzania                              |
| 1996 | Muhammad Yunus            | Bangladesh                            |
| 1998 | Mário Soares              | Portugal                              |
| 1998 | Milad Hanna               | Egypte                                |
| 2000 | Samuel Ruiz García        | Mexico                                |
| 2000 | Julio María Sanguinetti   | Uruguay                               |
| 2003 | Paco Moncayo              | Ecuador                               |
| 2004 | Nadia Al-Jurdi Nouaihed   | Libanon                               |
| 2004 | Casa de las Américas      | Cuba                                  |